# Regola di contrasto dei colori
In araldica, la suddivisione dei colori in tre gruppi non è solo formale, ma è giustificata dalla preoccupazione «tecnica» di leggibilità, espressa dalla regola detta «di contrasto dei colori», che si esprime come:
«mai metallo su metallo, né colore su colore».
Questa regola dovrebbe, più correttamente, essere definita come Regola di contrasto degli smalti, ma è consuetudine mantenere la forma originaria di diretta derivazione francese, lingua in cui il termine couleur è equivalente all'italiano smalto.
Se si considera la caratteristica dei metalli di avere aspetto chiaro, pallido e quella dei colori di avere aspetto deciso, profondo e intenso, la legge potrebbe essere formulata così: 
«mai colore tenue su tenue, né colore intenso su intenso», il che definisce con tutta evidenza l'obbligo di contrasto che permetta una buona visibilità.
Nota 1. Le pellicce, composte da un colore e da un metallo sfuggono naturalmente a tale regola. Infatti esse possono essere poste indifferentemente sopra o sotto un metallo, un colore o anche un'altra pelliccia.
Nota 2. La regola utilizza «su» e non «a fianco» e dunque riguarda i carichi (che vengono posti sul campo o su un altro carico) e non le partizioni, che dividono un campo o un carico in zone adiacenti ma considerate allo stesso livello.
Alcuni autori hanno voluto estendere la regola anche alle partizioni ma, per alcune, è impossibile rispettarla, e la concreata realtà dei blasoni mostra che tale estensione non può costituire se non una linea di tendenza. Una tale tendenza è forte nel caso delle ripartizioni.
Peraltro, a complicare ulteriormente la situazione, non è sempre immediato capire se una figura sia «su» oppure «a fianco».

## Eccezioni
(Per semplificare, gli esempi seguenti non contengono delle pellicce, che sfuggono alla regola)
1.  Eccezioni dovute alla composizione.
- Un carico è composto da almeno un colore e un metallo, ed è posto su un campo pieno. (fig. 1)
- Un carico attraversante su una partizione composta da almeno un metallo e un colore. Es. : il blasone non ufficiale del Poitou-Charentes, troncato d'argento e di nero, al leone di rosso armato e lampassato d'azzurro attraversante sul tutto (nella punta il rosso è sul nero, inevitabilmente. fig. 2).
- Una figura presenta dettagli di colore opposto al colore generale. Es. : il blason corso d'argento alla testa di moro di nero, animata e attorcigliata d'argento (fig. 3)

2. Eccezioni legate alla storia.
- È il caso principalmente degli aumenti, in cui la pezza (più raramente la figura) accordata dal signore al suo vassallo, ha una possibilità su due di contravvenire alla regola e il blasone può apparire scorretto. Per mostrare chiaramente che è stata riconosciuta un'eccezione, la blasonatura utilizza il termine di «cucito» che ha lo scopo di far pensare che non si è «posto su» ma posizionato mediante una «cucitura» allo stesso livello, come una partizione – il che lo rende conforme alla regola (questo «trucco» è utilizzato solo nella zona anglo-normanna.) Es. : il blasone di Lione: di rosso a un leone d'argento ed al capo cucito di Francia.
- Le brisure possono talvolta agire come nel caso precedente. Es. : il blasone d'Artois: d'azzurro seminato di gigli d'oro e brisato in capo da un lambello di rosso di tre pendenti caricati ciascuno da tre piccoli castelli pure d'oro ordinati in palo.
- Certi blasoni «scorretti» lo sarebbero solo perché concepiti prima che la regola sul contrasto dei colori fosse stata ben definita. È la scusa talvolta addotta per il blasone di Gerusalemme. (Scusa poco credibile, in quanto il blasone originale del reame di Gerusalemme, che aveva un campo di rosso, era del tutto corretto).

3.  Eccezioni che sono di fatto delle trasgressioni. Queste trasgressioni sono spesso spiegate dall'arroganza del possessore, che lo pretendeva per il suo carattere «al di sopra delle leggi».
- L'esempio più celebre è il blasone di Gerusalemme (metallo su metallo) recuperato da Goffredo di Buglione difensore del Santo Sepolcro che blasonava dopo la Crociata: d'argento alla croce potenziata d'oro accantonata da quattro crocette dello stesso (fig. 1). Questa trasgressione è spiegata diversamente da altri autori.
- Un altro esempio (inverso: colore su colore) è il blasone del regno albanese (prima del 1913) in cui l'aquila bicefala di nero è posta su un campo di rosso (fig. 2).

Questi blasoni irregolari sono blasonati a inchiesta perché invitano a ricercare la ragione di questo strappo alle regole, ragione in genere gloriosa o perfino mitica (e dunque non verificabile).